# Hatodik normálforma
A hatodik normálforma (6NF) a relációs adatbázis-elméletben használt kifejezés, amelyet két különböző módon használnak.

## 6NF (C. Date meghatározása szerint)
Christopher J. Date és mások meghatároztak egy hatodik normálformát, mint egy normális formája alapján egy kiterjesztése a relációs algebrának.   

A relációs operátorokat, például a csatlakozásokat, általánosítják, hogy támogassák az intervallumadatok természetes kezelését, például a dátum vagy az idő pillanatsorozatait, például az időbeli adatbázisokban.    hatodik normálforma ezen az általános összekapcsoláson alapul, az alábbiak szerint:
A relvar R [tábla] hatodik normálformában van (rövidítve 6NF) akkor és csak akkor, ha egyáltalán nem elégít ki nem triviális csatlakozási függőségeket - ahol, mint korábban, a csatlakozási függőség akkor és csak akkor is triviális, ha a vetítések közül legalább az egyik (esetleg érintett U_projections) átveszi az érintett relvar [tábla] összes attribútumát. 
Date és a többiek a következő meghatározást is megadták:
A Relvar R akkor és csak akkor van hatodik normálformában, ha R minden JD [Csatlakozási függőség] triviális - ahol egy JD akkor és csak akkor triviális, ha az egyik alkotóeleme teljes egészében megegyezik a vonatkozó címsorral. 
Bármely kapcsolat a 6NF-ben kielégíti az 5NF-et is.
A hatodik normálforma célja a relatív változók bontása redukálhatatlan komponensekkel. Noha ez a nem időbeli relatív változók esetében viszonylag jelentéktelen lehet, fontos lehet, ha időbeli változókkal vagy más intervallumadatokkal foglalkozunk. Például, ha egy reláció tartalmazza a szállító nevét, állapotát és városát, akkor időbeli adatokat is hozzáadhatunk, például azt az időt, amely alatt ezek az értékek érvényesek vagy érvényesek voltak (pl. A múltbeli adatokra), de a három értéket egymástól függetlenül és eltérő ütemben változhatnak. Például nyomon követhetjük az Állapot változásainak előzményeit; a termelési költségek áttekintése feltárhatja, hogy a változást a szállító városváltása okozta, és ezért a szállítási költségeket számolták el.
Az SQL időbeli összesítéséről további információkat lásd Zimanyi.  Más megközelítésért lásd: TSQL2. 

## DKNF
Egyes szerzők másként használták a hatodik normálforma kifejezést: a domain/kulcs normálforma (DKNF) szinonimájaként. Ennek a használata Date és a többiek munkáját megelőzte. 

## Használat
A hatodik normálformát jelenleg néhány adattárházban használják, ahol az előnyei meghaladják a hátrányaikat, például az Anchor Modeling használatával. Noha a 6NF használata táblák robbanásához vezet, a modern adatbázisok kivághatják a táblákat a kiválasztott lekérdezésekből (a „tábla eliminálásának nevezett folyamat segítségével”), ahol nincs szükség rájuk, és így felgyorsíthatják a csak több attribútumhoz hozzáférő lekérdezéseket.

## Példák
Ahhoz, hogy egy tábla 6NF-ben legyen, előbb meg kell felelnie az 5NF-nek, majd meg kell követelni, hogy minden táblázat csak triviális csatlakozási függőségeket elégítsen ki. Vegyünk egy egyszerű példát, amelynek táblája már szerepel az 5NF-ben: Itt, a felhasználók táblában minden attribútum nem null, és az elsődleges kulcs a felhasználónév:
| Felhasználónév | Osztály | Állapot |
| -------------- | ------- | ------- |

Ez a táblázat 5NF-ben található, mert minden egyes csatlakozási függőséget a tábla egyedi jelöltkulcsa (Felhasználónév) jelent. Pontosabban, az egyetlen lehetséges csatlakozási függőség a következő: {felhasználónév, állapot}, {felhasználónév, osztály}.
A 6NF verzió így néz ki:
| Felhasználónév | Állapot |
| -------------- | ------- |

Users_dept
| Felhasználónév | Osztály |
| -------------- | ------- |

Tehát az 5NF egyik táblázatából a 6NF két táblázatot állít elő.
A következő egy példa:
TÁBLA 1
| Orvos neve      | Szakterület | típus     | Gyakorlati évek |
| --------------- | ----------- | --------- | --------------- |
| Smith, James    | ortopédiai  | szakember | 23              |
| Miller, Michael | ortopédiai  | próbaidő  | 4               |
| Thomas, Linda   | neurológus  | próbaidő  | 5               |
| Scott, Nancy    | ortopédiai  | rezidens  | 1               |
| Allen, Brian    | neurológus  | szakember | 12              |
| Turner, Steven  | szemész     | próbaidő  | 3               |
| Collins, Kevin  | szemész     | szakember | 7               |
| King, Donald    | neurológus  | rezidens  | 1               |
| Harris, Sarah   | szemész     | rezidens  | 2               |

A táblázat csatlakozási függőségei: {orvos neve, foglalkozása}, {orvos neve, gyakorlat években} és {orvos neve, típus}. Ezért láthattuk, hogy egy ilyen táblázat 2NF (a tranzitív függőség megjelenése miatt). A következő táblázatok megpróbálják 6NF-re hozni:
2.1. TÁBLA
| Orvos neve      | Foglalkozása |
| --------------- | ------------ |
| Smith, James    | ortopédiai   |
| Miller, Michael | ortopédiai   |
| Thomas, Linda   | neurológus   |
| Scott, Nancy    | ortopédiai   |
| Allen, Brian    | neurológus   |
| Turner, Steven  | szemész      |
| Collins, Kevin  | szemész      |
| King, Donald    | neurológus   |
| Harris, Sarah   | szemész      |

2.2. TÁBLA
| Orvos neve      | Tapasztalat (évek) |
| --------------- | ------------------ |
| Smith, James    | 23.                |
| Miller, Michael | 4                  |
| Thomas, Linda   | 5.                 |
| Scott, Nancy    | 1                  |
| Allen, Brian    | 12.                |
| Turner, Steven  | 3                  |
| Collins, Kevin  | 7                  |
| King, Donald    | 1                  |
| Harris, Sarah   | 2                  |

2.3. TÁBLA
| Orvos neve      | Szakterület |
| --------------- | ----------- |
| Smith, James    | szakember   |
| Miller, Michael | rezidens    |
| Thomas, Linda   | rezidens    |
| Scott, Nancy    | rezidens    |
| Allen, Brian    | szakember   |
| Turner, Steven  | rezidens    |
| Collins, Kevin  | szakember   |
| King, Donald    | rezidens    |
| Harris, Sarah   | rezidens    |